# Aleksei Némov
Aleksei Iúrievitx Némov (en rus: Алексей Немов) (Baraxevo, Unió Soviètica 1976) és un gimnasta artístic rus, ja retirat, que ha guanyat al llarg de la seva carrera dotze medalles olímpiques.

## Biografia
Va néixer el 28 de maig de 1976 a la ciutat de Baraxevo, població situada a la República de Mordòvia, que en aquells moments formava part de la República Socialista Federada Soviètica de Rússia (Unió Soviètica) i que avui en dia forma part de la Federació Russa. Abandonat pel seu pare en néixer, va créixer al costat de la seva mare a la població de Togliatti.

## Carrera esportiva
Va participar, als 20 anys, en els Jocs Olímpics d'Estiu de 1996 realitzats a Atlanta (Estats Units), on va aconseguir guanyar sis medalles en les vuit proves en les quals va participar: la medalla d'or en la prova per equips i en el salt sobre cavall; la medalla de plata en la prova individual i la medalla de bronze en l'exercici de terra, barra fixa i cavall amb arcs. Així mateix finaltizà quart en la prova de barres paral·leles, aconseguint així un diploma olímpic, i catorzè en la prova d'anelles.
En els Jocs Olímpics d'Estiu de 2000 realitzats a Sydney (Austràlia) va aconseguir guanyar la medalla d'or en la prova individual i en la barra fixa, la medalla de plata en l'exercici de terra i la medalla de bronze en la prova per equips, de barres paral·leles i de cavall amb arc, finalitzant quart en la prova de salt sobre cavall i catorzè en la prova d'anelles.
En els Jocs Olímpics d'Estiu de 2004 realitzats a Atenes (Grècia) Némov no va estar a la mateixa alçada que en els anteriors Jocs i no aconseguí cap medalla, si bé finalitzà cinquè en la prova de barra fixa i sisè en la competició per equips, sent la primera vegada que l'equip masculí soviètic/rus de gimnàstica artística no estava present en el podi en la competició per equips (exceptuant l'edició de 1984, en la qual un boicot polític li va impedir participar). En aquests Jocs fou protagonista d'un escàndol. Després de la seva actuació a la barra fixa en la rutina de la prova individual que va entusiasmar al públic, els jutges li van donar una nota de 9.725, que el deixava fora de la lluita per les medalles. En aquell moment el públic va iniciar una sonora xiulada, fent que els jutges reconsideressin la seva decisió i li van atorgar un 9.762, que tanmateix el públic seguí considerant insuficient, per la qual cosa va seguir protestant, i no va parar fins que el mateix Némov els va demanar silenci, per respecte a la resta de gimnastes. Aquest incident va provocar que es revisés la forma de puntuar en aquest esport i el 2006 es va canviar el mètode. Némov mai va fer declaracions en contra dels jutges.
Al llarg de la seva carrera ha guanyat tretze medalles en el Campionat del Món de gimnàstica artística, entre elles cinc medalles d'or; i quatre medalles en el Campionat d'Europa de l'especialitat, entre elles tres medalles d'or.